# پازولینی (فیلم)
پازولینی (Pasolini) فیلمی درام به کارگردانی ایبل فرارا است که در سال ۲۰۱۴ منتشر شد. از بازیگران آن می‌توان به ماریا دی میدیروش، نینتو داولی، تاتیانا لوتر و ویلم دفو اشاره کرد.